# The Authority
The Authority är en serietidning publicerad av Wildstorm, skapad av  Warren Ellis och Bryan Hitch. De flesta av karaktärerna är tagna från Stormwatch, en titel som Ellis tidigare skrivit.
Sju av de kraftfullaste superhjältarna inom Wildstorms universa tar på sig själva uppgiften att beskydda jorden från alla hot, både interna och externa utan att anse att de behöver be jordens regeringar om lov att göra så. Författaren tar detta beslut till sitt mest extrema och i serien går hela städer under och gruppen dödar helst superskurkar när de väl får tag på dem. Serien har bland annat med ett homosexuellt par (Apollo och Midnighter) samt visar på att superkrafter leder till supervåld och ond bråd död för nästan alla inblandade. 
Medlemmarna är:
- Jenny Sparks - 1900-talet personifierad (senare Jenny Quantum)
- Swift - Har vingar på ryggen, och kan med dessa flyga med riktigt höga hastigheter.
- the Engineer - har nanoteknologi i sin kropp, som tillåter henne göra att flyga och konstruera komplicerade apparater.
- the Doctor - den senaste i en lång linje av shamaner som har som uppgift att skydda jorden. Har verklighetsförändrande krafter.
- Jack Hawksmoor - i direktkontakt med världens städer, inklusive diverse resulterande superkrafter.
- Apollo - har solbaserade krafter, han kan bland annat flyga och är övermänskligt stark.
- the Midnighter - implantat gör Midnighter till en supersoldat, bland annat kan han förutsäga hur ett slagsmål kommer utspela sig.